# Bulan (Sorsogon)
Bulan ist eine philippinische Stadtgemeinde in der Provinz Sorsogon. Sie hat 100.076 Einwohner (Zensus 1. August 2015), die in 63 Barangays lebten. Bulan gehört zur ersten Einkommensklasse der Gemeinden auf den Philippinen. Sie liegt ca. 40 km südwestlich der Provinzhauptstadt Sorsogon City am Ticao-Kanal. Ihre Nachbargemeinden sind Magallanes im Norden, Juban und Irosin im Osten und Matnog im Süden. 
Das Klima in Bulan wird mit der auf den Philippinen gebräuchlichen modifizierten Coronas-Einstufung als Typ IV bezeichnet. Regenfälle treten das ganze Jahr auf, die Monate März bis Juni gelten als die trockensten. Die Region Bicol liegt innerhalb des Taifungürtels auf den Philippinen. Die mittleren Monatstemperaturen rangieren zwischen 25 und 27 °C. 
Das Gebiet der Gemeinde hat eine lange Siedlungsgeschichte. Archäologische Ausgrabungen belegen eine Besiedlung seit dem 3. Jahrtausend vor Christus. Handelsbeziehungen konnten zu den chinesischen Ming- und Song-Dynastien im Mittelalter nachgewiesen werden. Als erste Spanier erreichten Luis Enriquez de Guzman und der Augustinermönch Alonzo Jimenez 1569 das Gebiet der Gemeinde. Am 16. Mai 1672 teilte die spanischen Kolonialbehörde das Gebiet der Sorsogon-Provinz in Encomiendas auf. Im Januar 1690 wurde die erste Gemeinde Bulan gegründet; sie wurde jedoch 1746 durch einen Angriff der Moro-Piraten zerstört. Am 1. Januar 1801 wurde die Gemeinde Builan entlang des Mariboc Rivers neugegründet. 

## Baranggays
| - A. Bonifacio (Tinurilan) - Abad Santos (Kambal) - Aguinaldo (Lipata Dako) - Antipolo - Aquino (Imelda) - Bical - Beguin - Bonga - Butag - Cadandanan - Calomagon - Calpi - Cocok-Cabitan - Daganas - Danao - Dolos - E. Quirino (Pinangomhan) - Fabrica - G. Del Pilar (Tanga) - Gate - Inararan | - J. Gerona (Biton) - J.P. Laurel (Pon-od) - Jamorawon - Libertad (Calle Putol) - Lajong - Magsaysay (Bongog) - Managa-naga - Marinab - Nasuje - Montecalvario - N. Roque (Calayugan) - Namo - Obrero - Osmeña (Lipata Saday) - Otavi - Padre Diaz - Palale - Quezon (Cabarawan) - R. Gerona - Recto - Roxas (Busay) | - Sagrada - San Francisco (Polot) - San Isidro (Cabugaan) - San Juan Bag-o - San Juan Daan - San Rafael (Togbongon) - San Ramon - San Vicente - Sta. Remedios - Sta. Teresita (Trece) - Sigad - Somagongsong - Taromata - Zone 1 (Ilawod) - Zone 2 (Sabang) - Zone 3 (Central) - Zone 4 (Central) - Zone 5 (Canipaan) - Zone 6 (Baybay) - Zone 7 (Iraya) - Zone 8 (Loyo) |